# Eucalyptus marginata
Eucalyptus marginata, ibland kallat jarrah, är en myrtenväxtart som beskrevs av James Donn och James Edward Smith. Eucalyptus marginata ingår i släktet Eucalyptus och familjen myrtenväxter. Inga underarter finns listade i Catalogue of Life.

## Bildgalleri

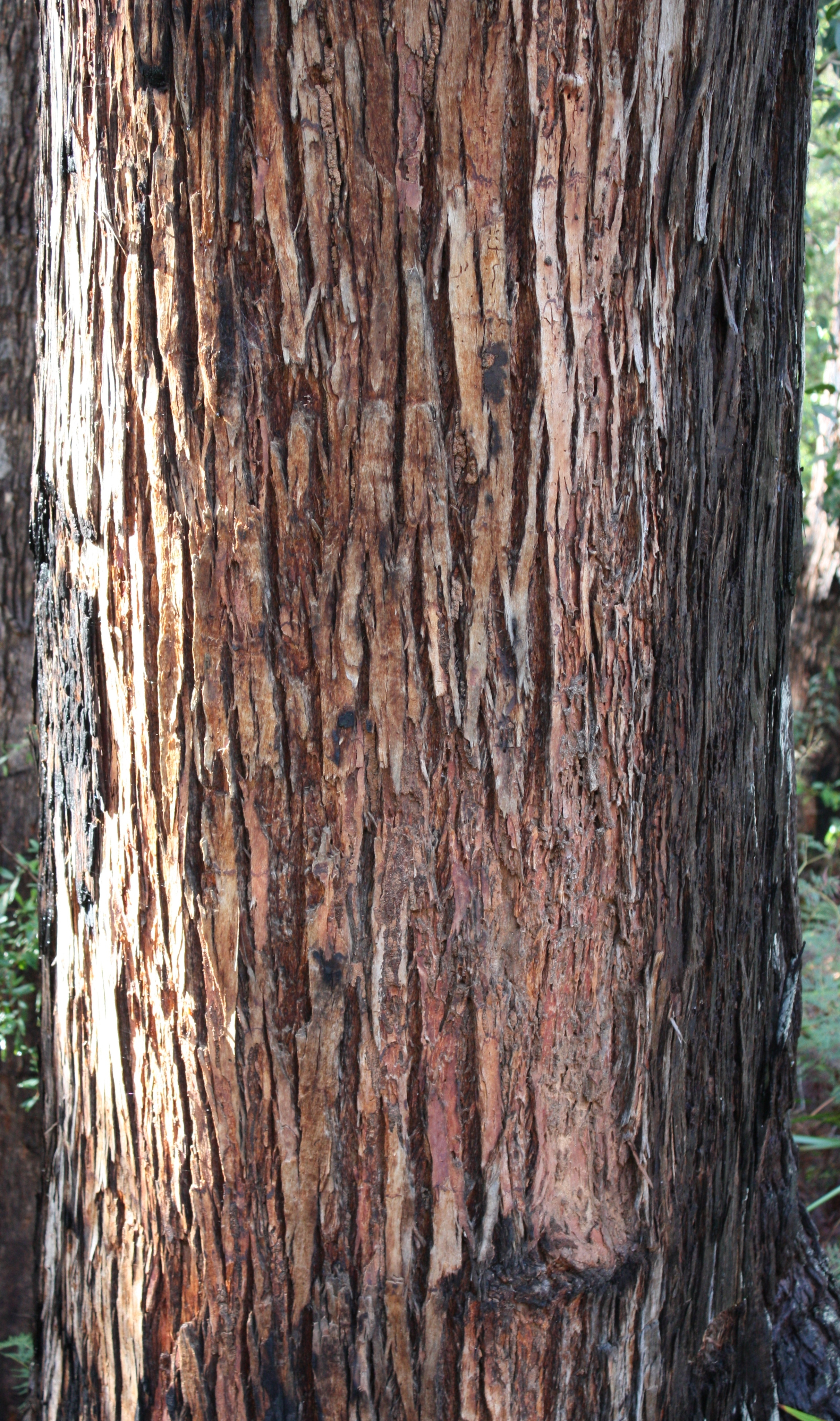
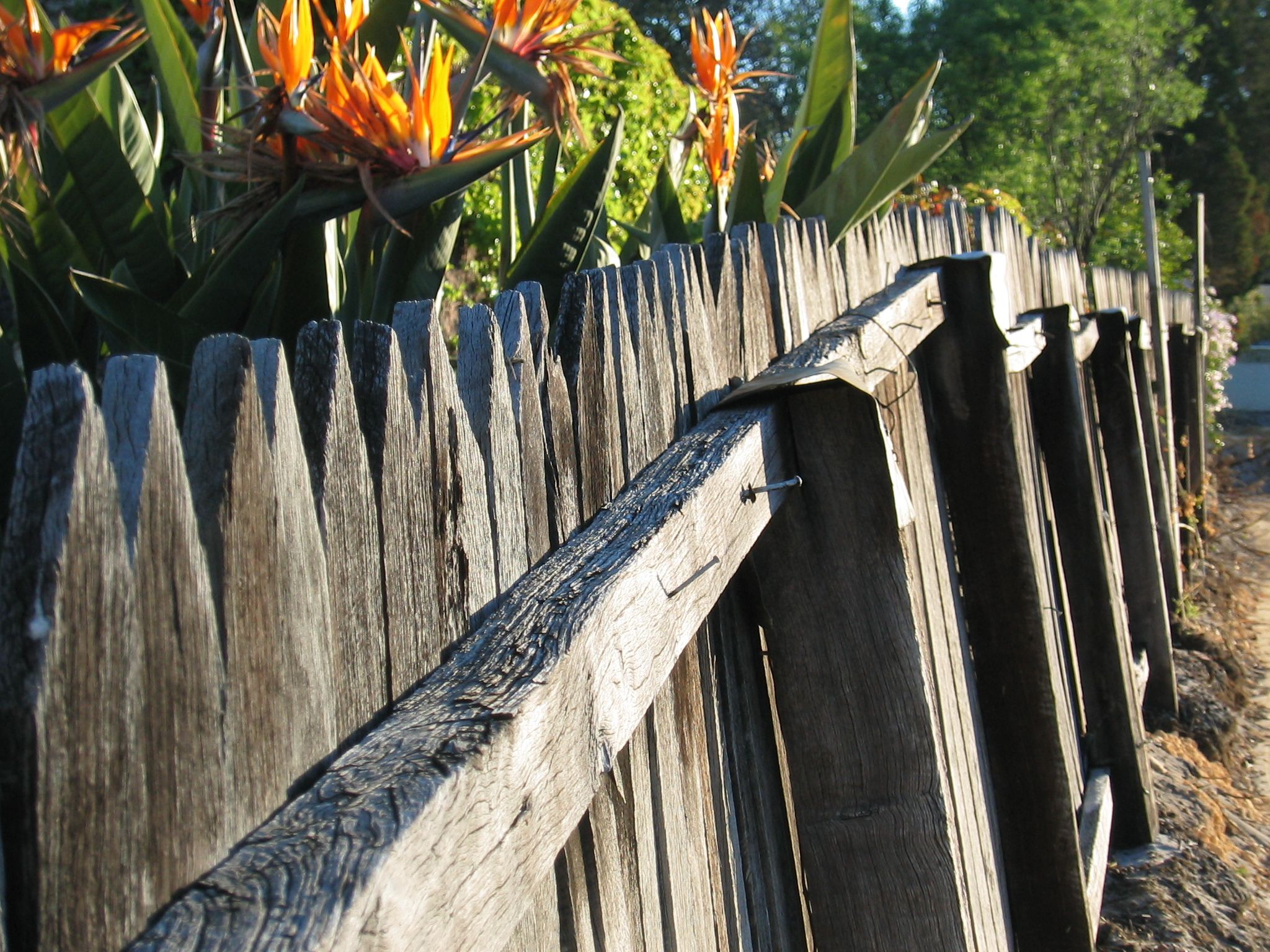
Staket av Eucalyptus marginata.
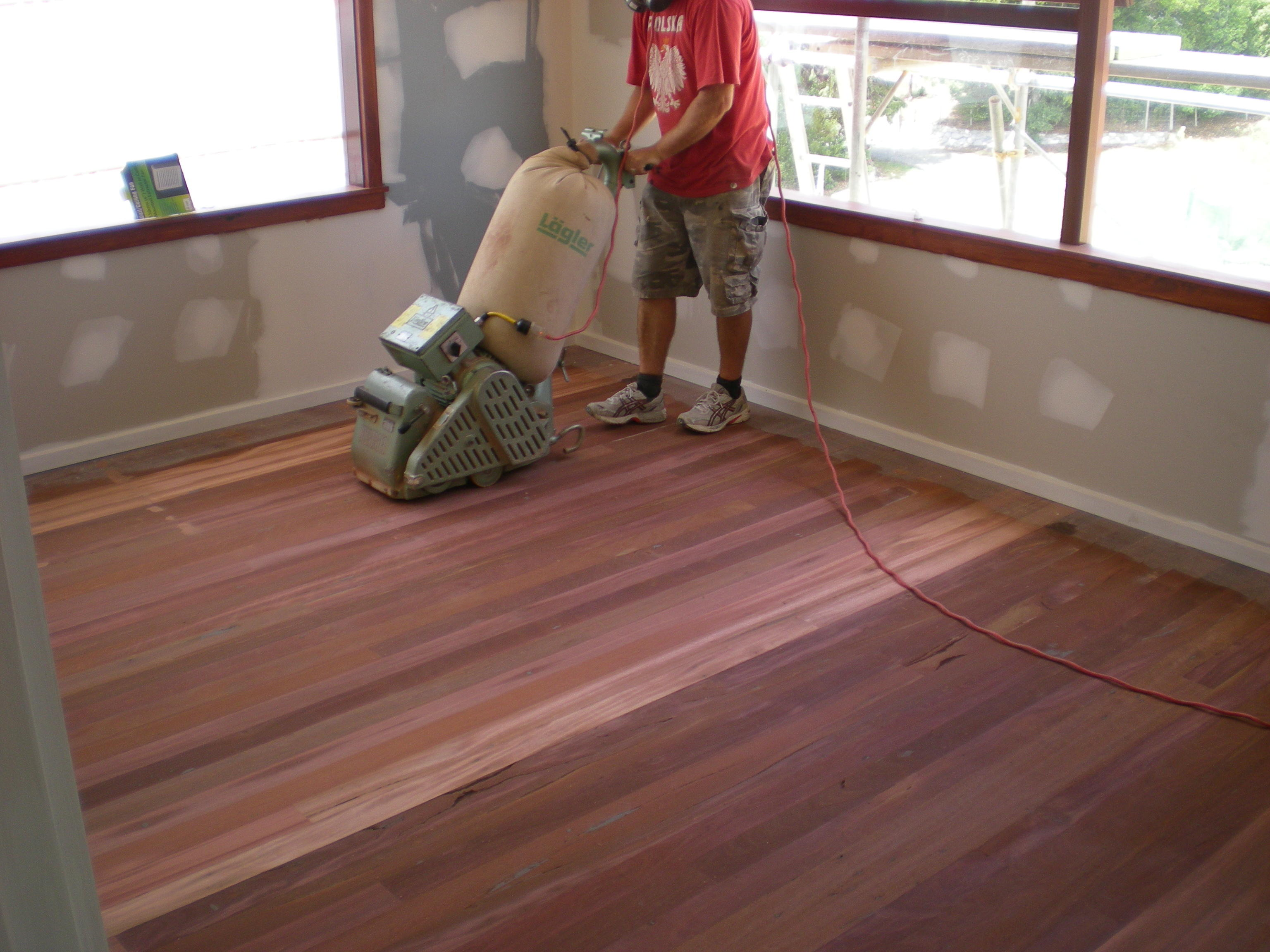
Golv av Eucalyptus marginata.